# Revival (novela)
Revival es una novela de Stephen King publicada el 11 de noviembre de 2014 por la editorial Scribner. Es la segunda novela de King publicada en el año 2014, después de Mr. Mercedes.

## Información general
La novela fue en primer lugar mencionada por Stephen King, el 20 de junio de 2013, mientras hacía un video chat con sus seguidores, promocionando la nueva serie de TV: Under the Dome. Durante el chat, King mencionaba que estaba a medio libro para terminar su próxima novela, Revival. La novela fue oficialmente anunciada en su página oficial, el 12 de febrero de 2014. Un extracto de la novela fue incluido al final de la edición en tapa blanda de Doctor Sleep, publicada el 10 de junio de 2013. En una entrevista con la revista Rolling Stone, King mencionó que Revival fue inspirada por la novela de Arthur Machen The Great God Pan, y la de la autora Mary Shelley Frankenstein[cita requerida]. La idea de esta novela circulaba por su cabeza desde que King era un niño.[cita requerida]

## Sinopsis
Octubre de 1962. En una pequeña ciudad de Nueva Inglaterra la sombra de un hombre se cierne sobre un niño que juega ensimismado con sus soldaditos. Cuando Jamie Morton levanta la vista ve una figura imponente. Se trata de Charles Jacobs, el nuevo pastor del pueblo. Pronto los dos compartirán un estrecho vínculo, basado en su fascinación por los experimentos con electricidad.
Varias décadas más tarde, Jamie ha caído en la adicción a las drogas y vive una vida nómada tocando la guitarra para diferentes bandas por bares de todo el país. Entonces vuelve a cruzarse con Jacobs —dedicado ahora al espectáculo y a crear deslumbrantes «retratos de luz»—, un encuentro que tendrá profundas consecuencias para ambos. Su vínculo se convertirá en un pacto más allá incluso del ideado por el Diablo, y Jamie descubrirá que renacer puede tener más de un significado.